# Владо Мисайловски
Владо Мисайловски (на македонска литературна норма: Владо Мисајловски) е политик от Северна Македония.

## Биография
Роден е на 21 януари 1985 г. Завършва средно професионално образование в Скопие в ДСЕПУ „Васил Антевски – Дрен“. Завършва дипломация и международна политика в Скопския университет и магистратура по Европейска и международна дипломация и политика.
Бил е съветник по международна политика в кабинета на председателя на Събранието на Република Македония и в община Център, общински съветник в Община Гьорче Петров. В различни периоди е държавен секретар в Министерството на външните работи, министър на транспорта и комуникациите, както и директор на общинско предприятия за държавни пътища.